# وی‌ال‌اف
وی‌ال‌اف (انگلیسی: VLF) شرکت خودروسازی آمریکایی است، که در سال ۲۰۱۲ توسط باب لوتز تأسیس شد.